# FC Ruggell
FC Ruggell to amatorski klub piłkarski z Liechtensteinu, założony w 1958 roku. Klub sześć razy doszedł do finału Pucharu Liechtensteinu (ostatni raz w 2007 roku), jednak nigdy nie wygrali, a najbliżej tego byli w swoim drugim finale, gdzie polegli w meczu z FC Balzers 1 - 2. Podobnie jak pozostałe kluby z Liechtensteinu, mecze na co dzień rozgrywa w sąsiedniej Szwajcarii obecnie w 3. lidze (6 poziom rozgrywkowy w Szwajcarii).

## Sukcesy
- 7 razy finalista Pucharu Liechtensteinu: 1963, 1973, 1978, 1981, 2001, 2007, 2019